# Вырково
Вырково — деревня в России, расположена в Касимовском районе Рязанской области. Входит в состав Булгаковского сельского поселения.

## Географическое положение
Деревня Вырково расположена примерно в 12 км к северо-западу от центра города Касимова. Ближайшие населённые пункты — деревня Ярыгино к северу, деревня Савино к востоку, поселок Сынтул и деревня Булгаково к югу и село Даньково к западу.
Вырково находится на живописном берегу памятника природы — Сынтульского озера-пруда, образованного на реке Сынтулка.

## История
Деревня впервые упоминается в XVIII веке. В 1905 году деревня относилась к Сынтульской волости Касимовского уезда и имела 52 двора при численности населения 367 чел.
Деревня получила известность благодаря своим народным промыслам: глиняной Вырковской игрушке, выделявшейся оригинальностью своего стиля. В 80-х годах XX века, после смерти старых мастеров, этот промысел был утрачен.

## Население
| 1859 | 1906 | 2010 |
| ---- | ---- | ---- |
| 263  | ↗367 | ↘74  |

## Транспорт и связь
Мимо деревни проходит асфальтированная дорога Касимов — Озёрный с автобусным сообщением.
Деревню Вырково обслуживает сельское отделение почтовой связи Мимишкино (индекс 391337).
В деревне установлен стационарный таксофон. Деревня входит в зону покрытия сотовых операторов Билайн, МТС, МегаФон и Tele2.